# دانا ألتمان
دانا ألتمان (بالإنجليزية: Dana Altman)‏ هو مدرب كرة سلة أمريكي، ولد في 16 يونيو 1958 في كريت في الولايات المتحدة.

## روابط خارجية
- دانا ألتمان على موقع كلية كرة السلة في سبورتس رفرنس.كوم (الإنجليزية)